# La Grande Course

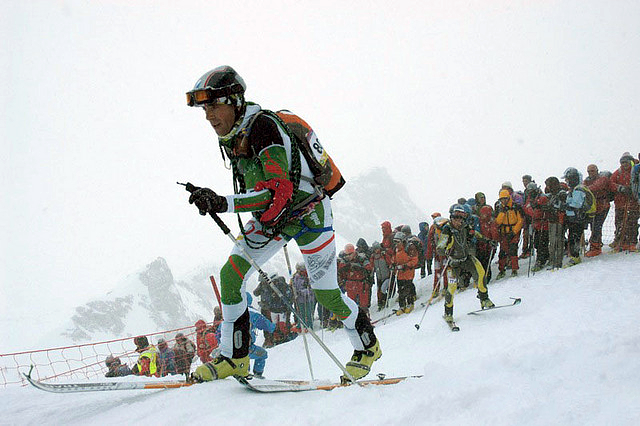
Adamello Ski Raid 2008

La Grande Course est une compétition internationale de ski-alpinisme par étapes. Elle regroupe les compétitions les plus importantes de la saison.
Lors de son édition 2015, les sept épreuves de la Grande Course représentaient un parcours de 355 kilomètres pour 38 kilomètres de dénivelé.

## Courses
- Adamello Ski Raid
- Altitoy (deux épreuves)
- Patrouille des Glaciers
- Pierra Menta
- Tour du Rutor
- Trophée Mezzalama